# 사루베촌
사루베촌(猿辺村)은 아오모리현 산노헤군에 놓여졌던 촌이다.

### 역사
- 1889년 4월 1일 - 정촌제 시행과 함께 산노헤군 가이모리촌, 하카마다촌, 헤비누마촌과 합병해, 사루베촌이 성립하였다.
- 1955년 3월 20일 - 산노헤군 미노헤정, 도메자키촌, 도가와촌과 합병하여 산노헤정이 신설하여 소멸하였다.